# Groninga (província)
Groninga (Groningen em neerlandês e Grönnen em groninguês) é uma província dos Países Baixos com 2 960,03 km² e população de 577 014 (1/1/2010), limitada pelo Mar do Norte, Alemanha e as províncias de Drente e Frísia.
É constituída por terras baixas, protegidas por diques e cruzadas por numerosos canais. Produz cereais, gado e turfa. Possui indústrias pesqueiras.
Sua capital é a cidade de Groninga.

## Municípios (12)
- Appingedam
- Delfzijl
- Groninga (Groningen)
- Het Hogeland
- Loppersum
- Midden-Groningen
- Oldambt
- Pekela
- Stadskanaal
- Veendam
- Westerkwartier
- Westerwolde

## Localidades
- Agodorp
- Appingedam
- Barnflair
- Bedum
- Bierum
- Borgsweer
- Burgemeester Beinsdorp
- De Marne
- Delfzijl
- Ellersinghuizen
- Eemsmond
- Farmsum
- Godlinze
- Groninga (Groningen)
- Grootegast
- Haren
- Harpel
- Hebrecht
- Holwierde
- Jipsingboertange
- Jipsinghuizen
- Krewerd
- Laude
- Laudermarke
- Leek
- Loppersum
- Losdorp
- Lutjegast
- Marum
- Meedhuizen
- Munnekemoer
- Pallert
- Pekela
- Reiderland
- Scheemda
- Sellingen
- Sellingerbeetse
- Slochteren
- Spijk
- Stadskanaal
- Stakenborg
- Ten Boer
- Ter Apelkanaal
- Ter Wisch
- Termunten
- Termunterzijl
- Uitwierde
- Veele
- Veendam
- Vlagtwedde
- Vlagtwedder-Veldhuis
- Wagenborgen
- Weite
- Weiwerd
- Winschoten
- Winsum
- Woldendorp
- Wollinghuizen
- Zuidhorn